# 梅吉瑟倫山
46°35′42″N 7°35′49″E / 46.59500°N 7.59694°E
梅吉瑟倫山（Mäggisserenhorn），是瑞士的山峰，位於該國中部，由伯恩州負責管轄，屬於伯訥前阿爾卑斯山脈的一部分，處於弗魯蒂根以西，海拔高度2,348米。